# Julius Middelthun

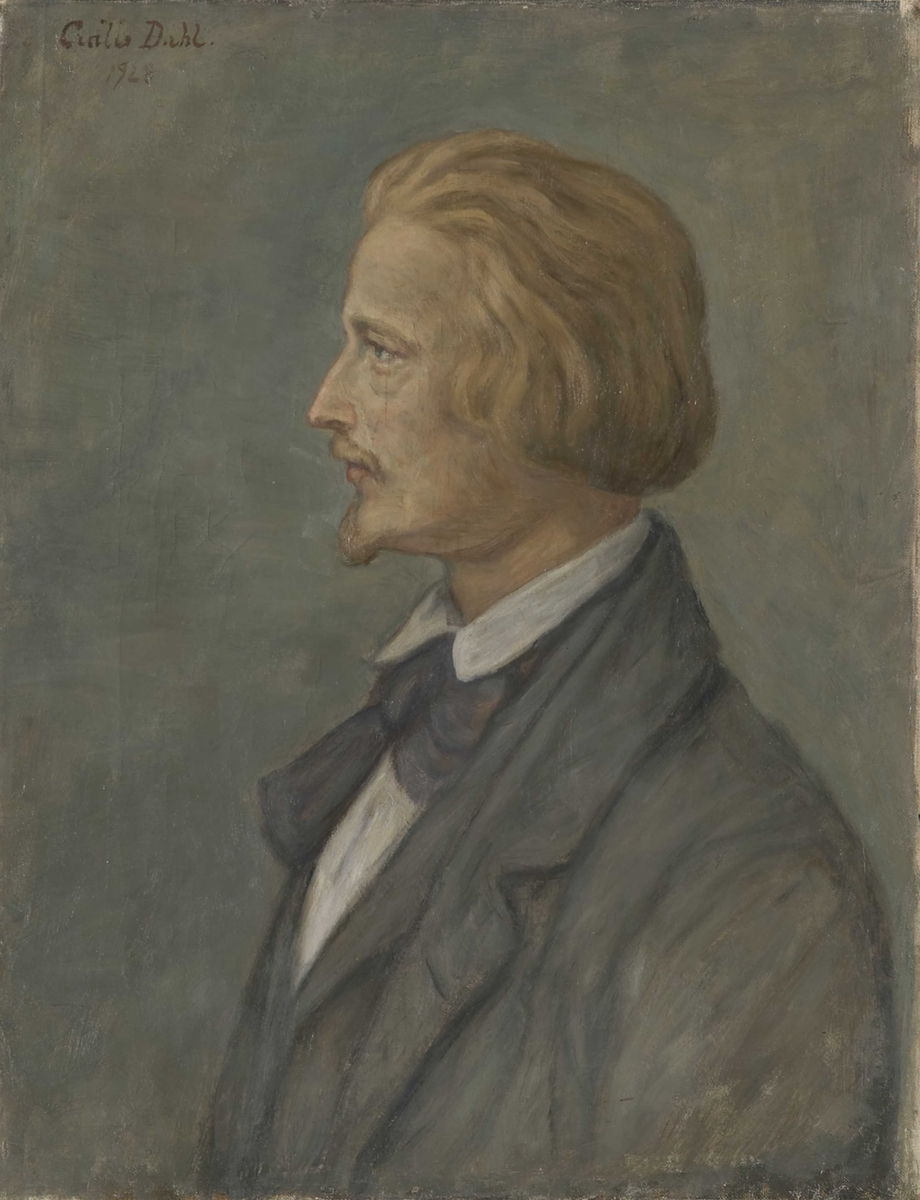
Julius Middelthun, porträtterad av Cecilie Dahl.

Julius Olavus Middelthun, född den 3 juli 1820 i Kongsberg, död den 5 maj 1886 i Kristiania (nuvarande Oslo), var en norsk skulptör.

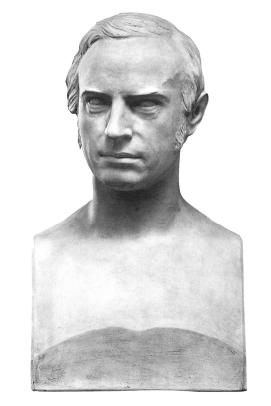
Middelthuns byst av Welhaven, 1867.

Middelthun, som var son till en myntgravör, utbildade sig till gravör och reste 1840 till Köpenhamn för att studera vid konstakademin. Först 1851 beslöt han sig för att helt ägna sig åt skulpturen, begav sig till Rom och började arbeta på Molins ateljé. År 1859 bosatte han sig i Kristiania, där han blev lärare vid teckningsskolan samt medlem av Nasjonalgalleriets och Kunstindustrimuseets styrelser. Middelthun var en samvetsgrann och intelligent konstnär, som trots sin ganska ringa produktivitet inte kan sägas ha varit utan betydelse för den norska konstens utveckling. 
Bland hans porträttbyster må nämnas Wessel, Wergeland (båda i Nasjonalgalleriet), Welhaven (i Studentersamfundets festsal och i konstföreningen) och överläraren Fritzner (i Trondhjems katedralskola). Hans monumentala verk är en dopängel (i Trefaldighetskyrkan), Halfdan Kjerulfs byst (på Kjerulfsplatsen), Schweigaards staty (framför universitetet 1883), alla i Oslo, och Schweigaards byst (1885) i Kragerø. Nasjonalgalleriet äger av Middelthun även ett antal skisser i bränd lera samt teckningar.